# 露西·埃佛勒斯·布爾
露西·埃佛勒斯·布爾（英語：Lucy Everest Boole，1862年8月5日—1904年12月5日）是一名英國化學家和藥劑師，也是第一位在英國研究藥劑學的女性。她是皇家自由醫院倫敦女子醫學院的首位女教授，也是皇家化學研究院的首位女院士。

## 早年生活和教育
布爾於1862年出生於愛爾蘭科克，她的父親是數學家和邏輯學家喬治·布爾，是皇后學院的教授。她的母親瑪麗·埃佛勒斯·布爾是一位自學成材的數學家和教育家，對教育學很感興趣。露西在五個姊妹中排行第四，她們中有許多人也很有名。她的姐姐艾麗西亞·布爾·斯托特是一位數學家，妹妹艾捷爾·麗蓮·伏尼契是一位小說家。喬治·布爾於1864年去世，留下一貧如洗的家境；她們回到英國，她的母親成為倫敦皇后學院的圖書管理員。露西在皇后學院擔任圖書館員和宿舍監督員，但沒有接受過大學教育。她在1883至1888年間就讀於倫敦藥劑學院，在那裡她繼續接受藥劑師的訓練，並在1888年通過了專業考試。

## 職業生涯
在倫敦藥學院完成學業後不久，露西成為藥學會化學教授溫德姆·鄧斯坦的研究助理。1881年，她成為倫敦醫學院的化學講師和示範員。1894年，她獲選為皇家化學研究院的首位女性研究員。人們認為她是皇家自由醫院的首位女性化學教授。她與鄧斯坦爵士共同發表論文，包括一篇名為「對巴豆油中揮發成分的探究」（An Enquiry into the Vessicating Constituent of Croton Oil）的論文，成為首位共同撰寫藥學領域研究論文的女性。在這篇論文中，她提出了一種新的酒石酸分析方法，使用重量測定技術而非之前的體積測定技術。儘管露西的建議受到強烈批評，但仍成為1898年至1963年間《英國藥典》的官方化驗方法。

## 晚年生活
露西·布爾從未結婚，與母親住在倫敦諾丁山。她母親總結了她的職業生涯：「露西·埃佛勒斯·布爾：從未上過任何大學。學習化學是為了取得藥房配藥員或店員的資格。成為了化學研究所研究員、化學講師和倫敦女子醫學院化學實驗室主任。」。她於1897年生病，1904年逝世，享年42歲。關於她的生平和作品所知甚少。

## 著作
- Dunstan, Wyndham Rowland; Boole, Lucy Everest. . Proceedings of the Royal Society of London. 1896-01-01, 59 (353–358): 237–249. doi:10.1098/rspl.1895.0083.
- Cash, John Theodore; Dunstan, Wyndham Rowland. . Philosophical Transactions of the Royal Society of London B. 1893-01-01, 184: 505–639. doi:10.1098/rstb.1893.0008 .